# Morte della Vergine (Bruegel)
La Morte di Maria è un dipinto a grisaglia a olio su tavola (36x55 cm) di Pieter Bruegel il Vecchio, databile al 1564 circa e conservato a Upton House presso Banbury (Oxfordshire, ma la villa ricade nel Warwickshire). È firmato "BRVEGEL" con le tracce illeggibili di una data.

## Storia
Fu probabilmente un regalo per l'amico geografo Abraham Ortelius, che ne fece trarre una stampa (non rovesciata) da Philips Galle, per farne copie da distribuire agli amici. Nell'anno 1600 si trova elencato tra i beni del pittore Rubens. Perse le tracce della tavola, fu riscoperta e pubblicata solo nel 1931.

## Descrizione e stile
Con Cristo e l'adultera, datata 1565, è l'unica opera certa di Bruegel a grisaglia. La forte luce guida l'occhio dello spettatore a destra, dove sta il letto di Maria, circondata dagli Apostoli, dalle pie donne e un gruppo di astanti, inconsuetamente numerosi. L'illuminazione sembra provenire da una candela che essa regge in mano, ma più che altro scaturisce dalla sua stessa figura seduta. Un drappo del baldacchino, che cade scuro al centro della scena, permette di amplificare l'effetto di scansione spaziale e charire la fonte luminosa.
In primo piano si vede una tavola di legno rotonda, piena di stoviglie e con una candeletta non altrettanto luminosa. La delicata descrizione dell'interno domestico è completata dal focolare a sinistra (di nuovo non luminoso come Maria), davanti al quale sta un gatto accovacciato, dalla sedia a forma triangolare con un libro poggiato sopra, e da alcune suppellettili appese. Nell'angolo sinistro sta un uomo addormentato, forse Giovanni Evangelista: qualcuno ha ipotizzato che si volesse evocare un suo sogno. Sullo sfondo altre due candelette illuminano le travi del soffitto, con una pluralità di fonti di luce che sembra anticipare Rembrandt e Caravaggio.